# Irene Guest
Irene Guest (Estados Unidos, 22 de julio de 1900-14 de junio de 1970) fue una nadadora estadounidense especializada en pruebas de estilo libre, donde consiguió ser subcampeona olímpica en 1920 en los 100 metros.

## Carrera deportiva
En los Juegos Olímpicos de Amberes 1920 ganó la medalla de plata en los 100 metros estilo libre, tras su compatriota Ethelda Bleibtrey y por delante de otra estadounidense Frances Schroth; y también ganó la medalla de oro en los relevos de 4x100 metros libre, por delante de Reino Unido (plata) y Suecia .